# Dragão chinês
Dragão (long em chinês, yong ou ryong em coreano, e ryu em japonês) segundo a mitologia chinesa, foi um dos quatro animais sagrados convocados por Pan Ku (o deus criador) para participarem na criação do mundo. É enormemente diferente do ocidental, sendo um misto de vários animais místicos: olhos de tigre, corpo de serpente, patas de águia, chifres de veado, orelhas de boi, bigodes de carpa e etc. Representa a energia do fogo, que destrói mas permite o nascimento do novo (a transformação) e simboliza a sabedoria e o poder do Império.
É representado de várias formas, sendo a mais comum o dragão imperial, de 4 patas, cada uma com 4 dedos para frente e 1 para trás, ou carregando uma pérola numa das patas chamada de Yoku (元氣) pela antiga lenda chinesa - "dragão das águas marinhas".
A Imagem de um dragão azul preside o leste, o oriente.
O dragão chinês é uma criatura mitológica chinesa que aparece também em outras culturas orientais, e também conhecidos às vezes de dragão oriental. Descrito como longo, uma criatura semelhante a uma serpente de quatro garras, ao contrário do dragão ocidental que é quadrúpede e representado geralmente como mau, o dragão chinês tem sido por muito tempo um símbolo poderoso do poder auspicioso no folclore e na arte chineses. Os dragões chineses controlam a água nas nações de agricultura irrigada. Este é o contraste com o dragão ocidental, que podem cuspir fogo para mostrar o seu poder mítico. O dragão também é a junção do conceito de yang (masculino) e associado com o tempo para trazer chuva e de água em geral. Seu correlativo feminino é Fenghuang.
O dragão às vezes é usado no ocidente como um emblema nacional de China. Entretanto, este uso dentro da República Popular da China e da República da China em Taiwan é raro.
A princípio, o dragão era historicamente o símbolo do imperador da China. Começando com a Dinastia Yuan, os cidadãos comuns foram proibidos de se associar com o símbolo. O dragão ressurgiu durante a Dinastia Qing e apareceu em bandeiras nacionais.
Consequentemente, o dragão passou a ter uma conotação agressiva, militar que o governo chinês deseja evitar. É por estas razões que o panda gigante é de longe mais usado com mais freqüência dentro de China como um emblema nacional do que o dragão. Em Hong Kong, entretanto, o dragão é uma marca desta cidade, um símbolo usado para promove-la internacionalmente.
Muitos chineses frequentemente usam o termo "descendentes do dragão" (龍的傳人) como um símbolo de identidade étnica. Embora esta tendência tenha começado somente quando diferentes nacionalidades asiáticas procuravam símbolos animais para reapresentações na década de 70. O lobo foi usado entre os mongóis, o macaco entre os tibetanos.
Na cultura chinesa atualmente, é mais usado para fins decorativos. É um tabu deformar uma representação de um dragão; por exemplo, uma campanha da propaganda da Nike, que caracterizou o jogador de basquetebol americano LeBron James que matava um dragão (além de bater num mestre velho de KungFu), foi imediatamente censurada pelo governo chinês após o protesto público sobre o desrespeito.
Um número de provérbios e de dialetos chineses também caracteriza referências ao dragão, por exemplo: "Esperando o único filho virar dragão" (望子成龍, também é tão bem sucedido e poderoso quanto um dragão).

## Adoração ao Dragão

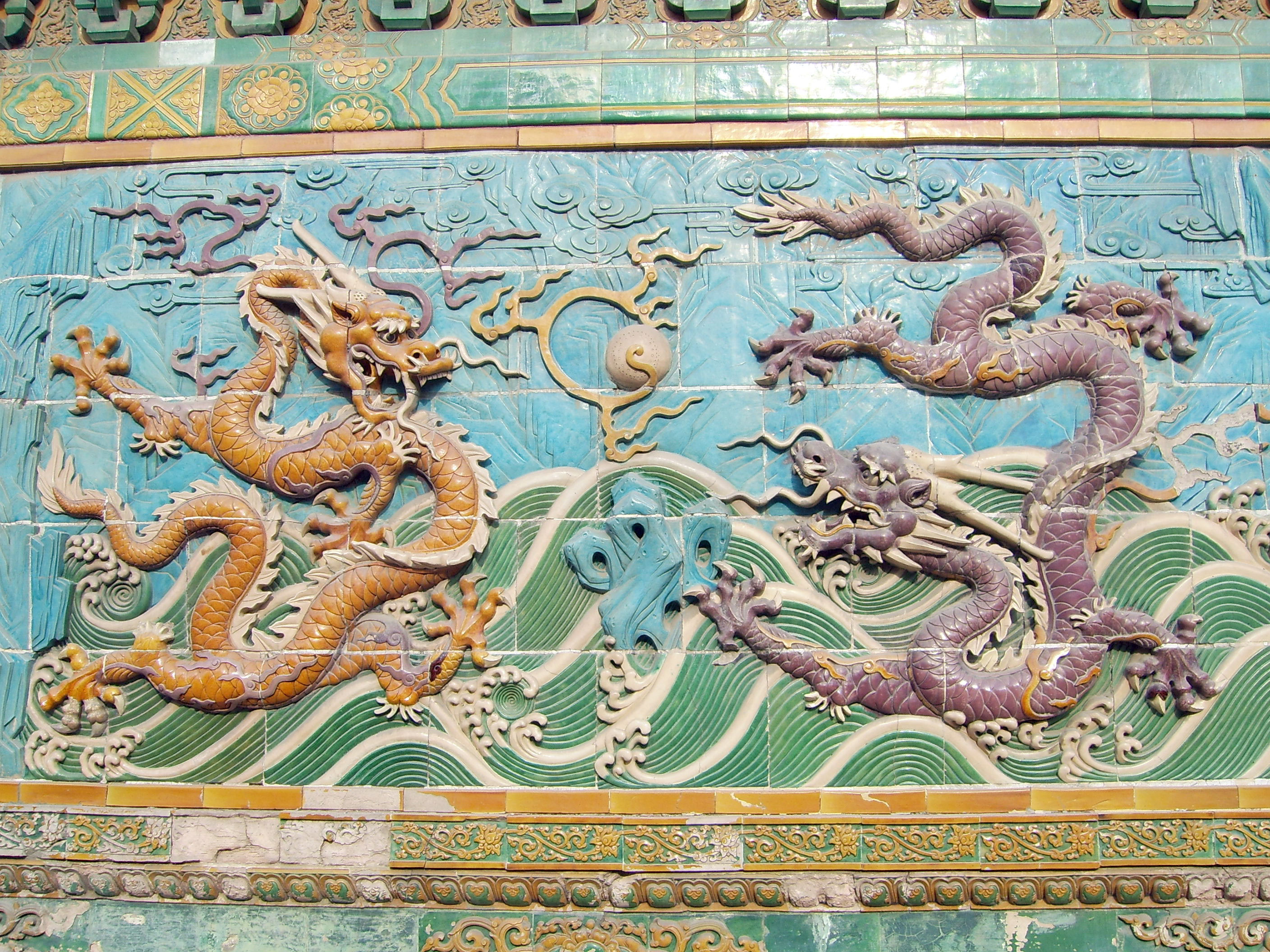
Dragão Chinês

Uma antiga forma de escrita tem a forma de símbolo caracterizada pelo "dragão" que agora é escrito 龍 ou 龙 e pronunciado de forma longa no mandarim.
A origem do dragão chinês não é precisa, mas muitos estudiosos concordam que se originou dos totens de diferentes tribos na China.  Pesquisadores acreditam que sua representação surgiu por volta de 6 mil AC, sendo que sua representação mais antiga foi encontrada em Henan, ao sul de Pequim. Alguns sugeriram que vêm de uma representação de uma junção de animais existentes, tais como serpentes, de peixes, ou de crocodilos. Por exemplo, o local de Banpo da cultura de Yangshao em Shaanxi representou uma alongada serpente marinha. Os arqueólogos acreditam que "peixes longos" teriam evoluído em imagens do dragão chinês.
A associação com peixes é refletida na lenda de uma carpa que viu o topo de uma montanha e decidido ir alcançá-la. Nadou rio acima, escalando correntezas e cachoeiras e não as deixando atrapalharem seu caminho. Quando alcançou o topo, lá havia a mística "porta do dragão" e a saltando se transformou no Grande Dragão Celestial! Acredita-se que diversas cachoeiras e cataratas na China poderiam ser a localização da porta do dragão. Esta lenda é usada como uma representação simbólica para o esforço necessário para superar obstáculos e conseguir o sucesso.
Uma vista alternativa, defendida por He Xin, é que antes o dragão representou uma espécie de crocodilo. Especificamente, Crocodylus porosus, um antigo e gigante crocodilo. O crocodilo é conhecido por poder perceber com precisão mudanças na pressão de ar, e poder prever a vinda da chuva. Esta pode ter sido a origem dos atributos mitológicos do dragão em controlar o tempo, especial a chuva. Além disso, há uma evidência da adoração do crocodilo em antigas civilizações como babilônicas, indianas, e maias.
A associação com o crocodilo também é amparada pela visão em tempos antigos de que os grandes crocodilos eram uma variedade de dragão. Por exemplo, na história de Zhou Chu, sobre a vida de um guerreiro da Dinastia Jin, dizem que matou um "dragão" que infestou as águas de sua vila, que parece ter sido um crocodilo.
Outros propuseram que sua forma é a fusão de totens de várias tribos como o resultado da fusão delas. A forma em espiral da serpente ou do dragão jogou um papel importante na cultura chinesa antiga. As figuras lendárias como Nüwa (女媧), Fuxi (伏羲) são descritas como tendo corpos de serpente.
Alguns estudiosos relatam que o primeiro imperador lendário da China, Huang Di (黃帝, imperador amarelo), usou uma serpente para revestir seus braços. Cada vez que conquistava uma outra tribo, incorporava o emblema do seu inimigo derrotado no seu braço. Isso explica porque o dragão parece ter características de vários animais.

## Representação das cores
Azul: Augúrio do Verão
Vermelho e Negro: Dragões destas cores eram bestas ferozes cujas lutas causavam tempestades e outros desastres naturais.
Amarelo: Estes eram os mais afortunados e favoráveis dos dragões. Não podiam ser domados, capturados ou mesmo mortos. Apenas apareciam em tempos apropriados e somente se houvesse uma perfeição a ser encontrada.
Os Dragões chineses podiam tomar a forma humana ou de uma fera se desejassem e tinham uma bizarra coleção de fobias. Temiam o ferro, mas para criaturas que eram vistas como mestres de tais elementos e quase divinos, também temiam outras estranhas coisas como centopéias ou fios de seda tingidos em cinco cores. O Japão também tinha seus dragões. Chamados de Tatsu, eles eram bastante relacionados com os Dragões Chineses. Assim como eles, também tinham diferentes sub-tipos, entretanto geralmente tinham somente três garras e eram mais parecidos com lagartixas."

## O dragão como regente do tempo e da água
Os dragões chineses são fortemente associados com água na opinião popular. Acreditam serem regentes das águas, tais como cachoeiras, rios, ou mares, e também como do espaço, Rayquaza. Podem aparecer enquanto a água jorra (tornado ou furação de água). Esta habilidade como regente da água e do tempo, o dragão é mais semelhante ao homem na forma, descrito frequentemente como humanóide, vestido em traje de rei, mas com uma cabeça do dragão que usa ornato da realeza na cabeça.
Há quatro principais reis dragões, representando cada um dos quatro mares: Ao Guang , Rei Dragão do Mar do Leste (que correspondem ao mar de China do leste); Ao Qin, Rei Dragão do Mar Sul (que correspondem ao mar de China sul), Ao Run, Rei Dragão do Mar Ocidental (visto às vezes como o Oceano Índico e além), e Ao Shun, Rei Dragão do Mar Norte (visto às vezes como o lago Baikal).
Por causa desta associação, são vistos como "em cargo" de fenômeno aquáticos relacionas ao tempo. Em épocas remotas, muitas vilas chinesas (especialmente aquelas perto dos rios e dos mares) tiveram os templos dedicados a seu "rei dragão" local. Nas épocas de seca ou de enchentes, era comum que o nobres e oficiais locais do governo conduzissem à comunidade oferecendo em sacrifícios e em conduzissem outros ritos religiosos satisfazendo o dragão, para pedir chuva ou uma cessação dela.
O rei de Wu-Yue em cinco dinastias e dez reinos no período foi frequentemente conhecido como "rei dragão" ou do "o rei do dragão dos mares" por causa de suas obras hidráulicas que "domesticaram" os mares.

## O dragão como símbolo da autoridade imperial

Dragão que simboliza a Dinastia Qing.

No fim de seu reino, o primeiro imperador, Qin Shi Huang diz-se que se imortalizou em um dragão que se assemelhava a seu emblema, e ascendeu aos céus. Desde que os chineses consideram Qin Shi Huang como seu antepassado, às vezes se denominam como "os descendentes do dragão". Esta lenda contribuiu também para o uso do dragão chinês como um símbolo do poder imperial.
O dragão, principalmente os dragões amarelos ou dourados com as cinco garras em cada pé, eram um símbolo para o imperador em muitas dinastias chinesas. O trono imperial foi chamado de trono do dragão. Durante a tardia Dinastia Qing, o dragão foi adotado mesmo como a bandeira nacional. Era uma ofensa grave para que os cidadãos usarem roupas com um símbolo do dragão. O dragão é caracterizado nas esculturas das escadarias de palácios e de túmulos imperiais, tais como a cidade proibida em Pequim.
Em algumas lendas chinesas, um imperador podia carregar uma marca de nascença na forma de um dragão. Por exemplo, uma lenda diz a narrativa de um camponês que trazia uma marca de nascença do dragão que eventualmente derrubou a dinastia existente e fundou uma nova; uma outra lenda diz do príncipe escondia de seus inimigos que era identificado por sua marca de nascença do dragão.
Em contraste, a imperatriz da China era frequentemente identificada com o Fenghuang.

## A crença moderna no dragão chinês

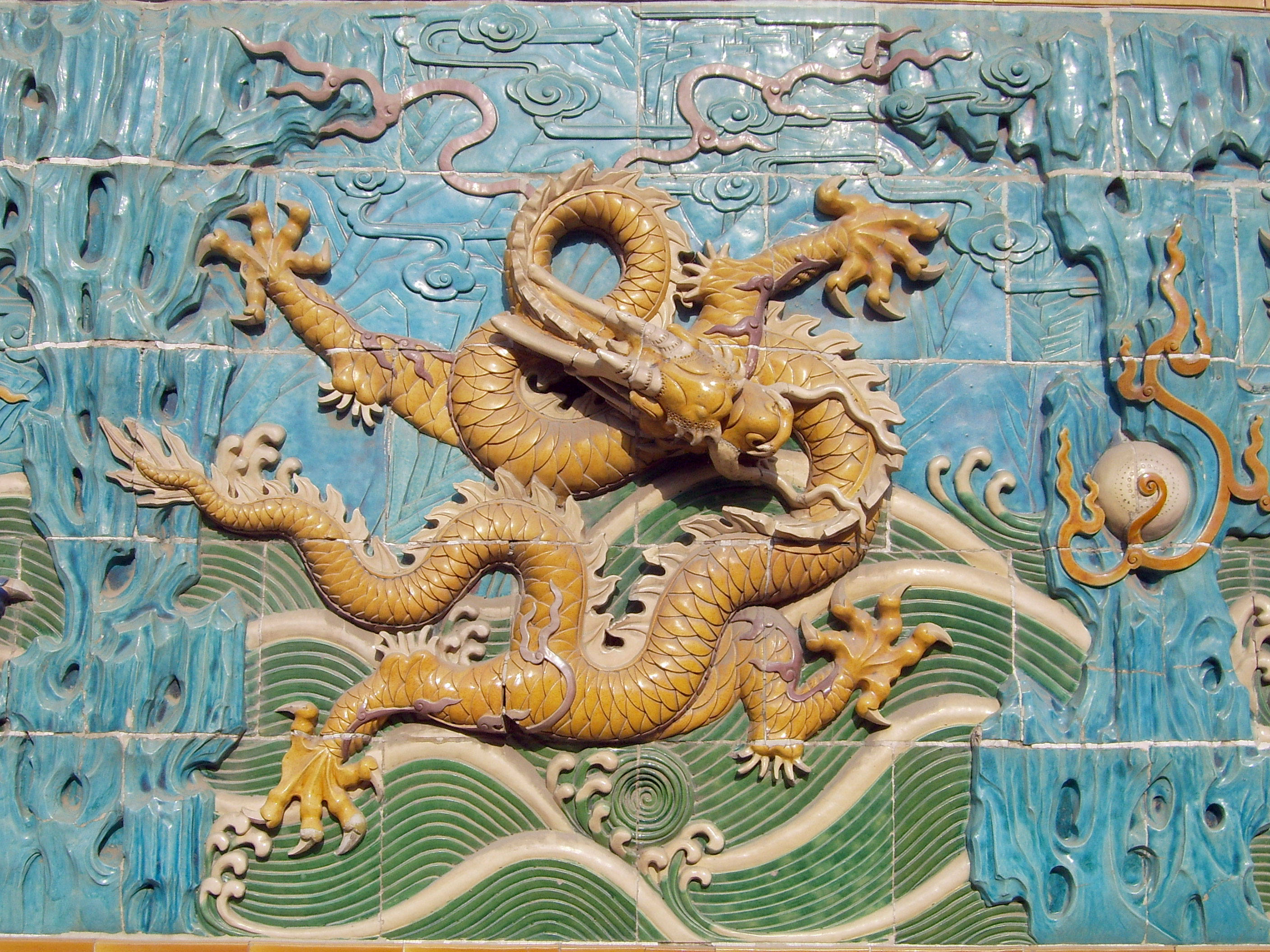
Dragão Chinês

Em épocas modernas, a crença no dragão parece ser esporádica na melhor das hipóteses. Parece ser muito poucos os que veriam o dragão como uma criatura literalmente real. A adoração dos reis dragões como um regente das águas e do tempo continua em muitas áreas, e é profundamente enraizado em tradições culturais chinesas tais como a celebração do Ano Novo Chinês. Usam também pipas de dragão nas celebrações.

## Representação do dragão

### Representação Neolítica
Representações de dragões foram encontradas extensivamente em sitos arqueológicos do período paeolítico por toda China. A primeira representação de dragões foi encontrada no sitio de Xinglongwa. Os sítios culturais de Yangshao em Xi'an produziram potes de argila com temática nos dragões. A cultura de Liangzhu produziu também amostra de dragões. Os sítios culturais de Hongshan no interior da Mongólia até hoje produziram amuletos de jade de dragão do jade na forma de dragões porcos.
Anteriormente tais formas era o dragão porco. É uma criatura enrolada, alongada com uma cabeça que se assemelha a um javali. O sinal para "dragão" na escrita chinesa anterior tem uma forma em espiral similar, como mais tarde os amuletos de jade do dragão do período de Shang.

### Representação Clássica
"Dungeons & Dragons" descrevem "Nove Tipo clássicos" de dragões, nove sendo números auspiciosos na cultura Chinesa. São estes:
- Tianlung (天龍, tiān lÒng: literalmente "Dragão do paraíso"), Dragão Celestial - O soberano dos dragões.
- Fucanglong (伏藏龍), Dragão dos Tesouros Escondidos guardião de metais preciosos e de jóias enterrados na Terra.
- Dilong (地龍), Dragão da Terra – controla os rios. consome a primavera no paraíso e o outono no mar.
- Yinglong (應龍), Dragão  Alado - acredita-se ser um poderoso empregado de  Huang Di, o imperador amarelo,  mais tarde imortalizado como um dragão.
- Jiaolong (虯龍), Dragão Chifrudo – considerado poderoso.
- Panlong (蟠龍), Dragão Espiralado - mora nos lagos do Oriente.
- Huanglong (黃龍), Dragão Amarelo - um dragão sem chifre conhecido por sua sabedoria.
- Rei Dragão (龍王) - cada um governa sobre um dos quatro mares: do leste, do sul, do oeste, e do norte.

Ao contrário da opinião popular, chinês nunca fez qualquer esforço intencional em definir os dragões, embora várias palavras fossem usadas para descrever dragões em vários estados. Por exemplo, Panlong é um dragões em estado enrolado.  Eles, entretanto, dividem dragões por suas cores. Ou seja, dragão preto representa o norte, dragão vermelho representa o sul, o dragão verde/azul representa o leste, o dragão branco representa o oeste e o dragão amarelo representa o centro. Esta é uma representação menos popular das direções e das estações do que quatro símbolos usados na Constelação Chinesa.
O Jiao (Jiaolong) e o li (Lilong) às vezes são usados  para descrever a outra espécie de dragão (do inferior), ambos sem chifres. Visto que o dragão é visto na maior parte como auspicioso ou sagrado, o jiao e o li são descritos às vezes como mau ou malicioso.

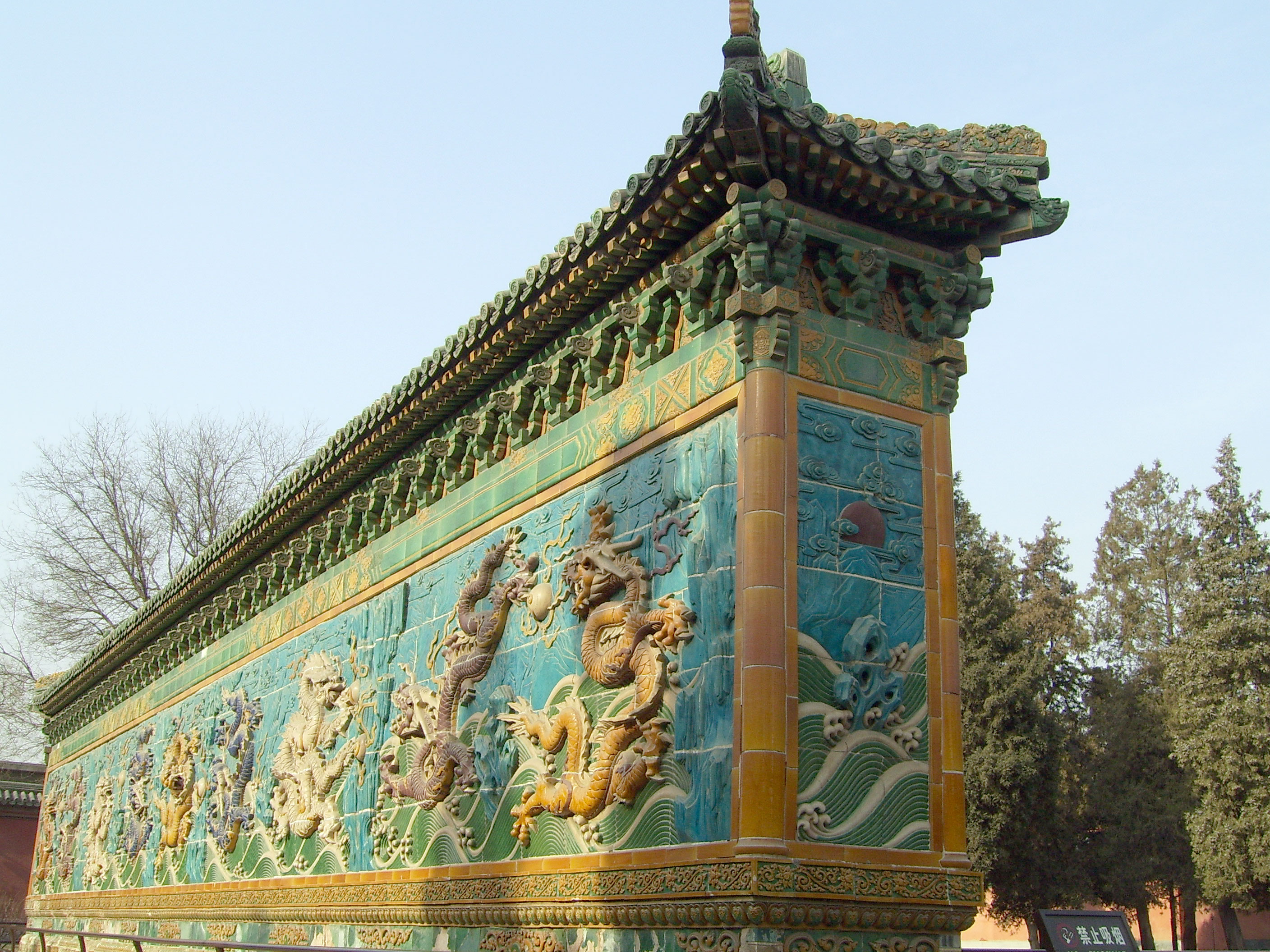
Os Nove Dragões

Além destes, há nove filhos do dragão, que caracterizam proeminente em decorações arquitetônicas e monumentais:
- O primeiro é chamado de bixi (贔屭 pinyin: bìxì), que parece uma tartaruga gigante e é bom carregando peso. Encontra-se frequentemente como a base de pedra esculpida de tabuletas monumentais.
- O segundo é chamado de chiwen (螭吻 ou 鴟吻 pinyin chǐwěn ou  嘲风 pinyin cháofēng), que parece uma besta e gosta de ver longe. Encontra-se sempre no telhado.
- O terceiro é chamado de pulao (蒲牢 pinyin pǔláo), que parece  um dragão pequeno, e gosta de rujir. Assim encontra-se sempre em sinos.
- O quarto é chamado de bi'an (狴犴 pinyin bì'àn), que parece um tigre, e é poderoso. Encontra-se frequentemente em portas da prisão para amedrontar os prisioneiros.
- O quinto é chamado de taotie (饕餮 pinyin tāotiè), que ama comer e é encontrado em mercadorias relacionadas à comida.
- O sexto é chamado de qiuniu (囚牛 pinyin qíuníu), que gosta de música, e é encontrado em instrumentos musicais tais como harpas chinesas (胡琴).
- O sétimo é chamado de yazi (睚眦 ou 睚眥 pinyin yázī), que gosta de matar, e é encontrado em espadas e em facas.
- O oitavo é chamado de suanni (狻猊 pinyin suānní) que parece um leão e gosta do fumo além de ter uma afinidade para fogo de artifício. Encontra-se geralmente em acendedores de incenso.
- O caçula é chamado de jiaotu (椒圖 pinyin jiāotú), que parece uma concha ou moluscos e não gosta de ser perturbado. É usado na porta dianteira ou no degrau da porta.

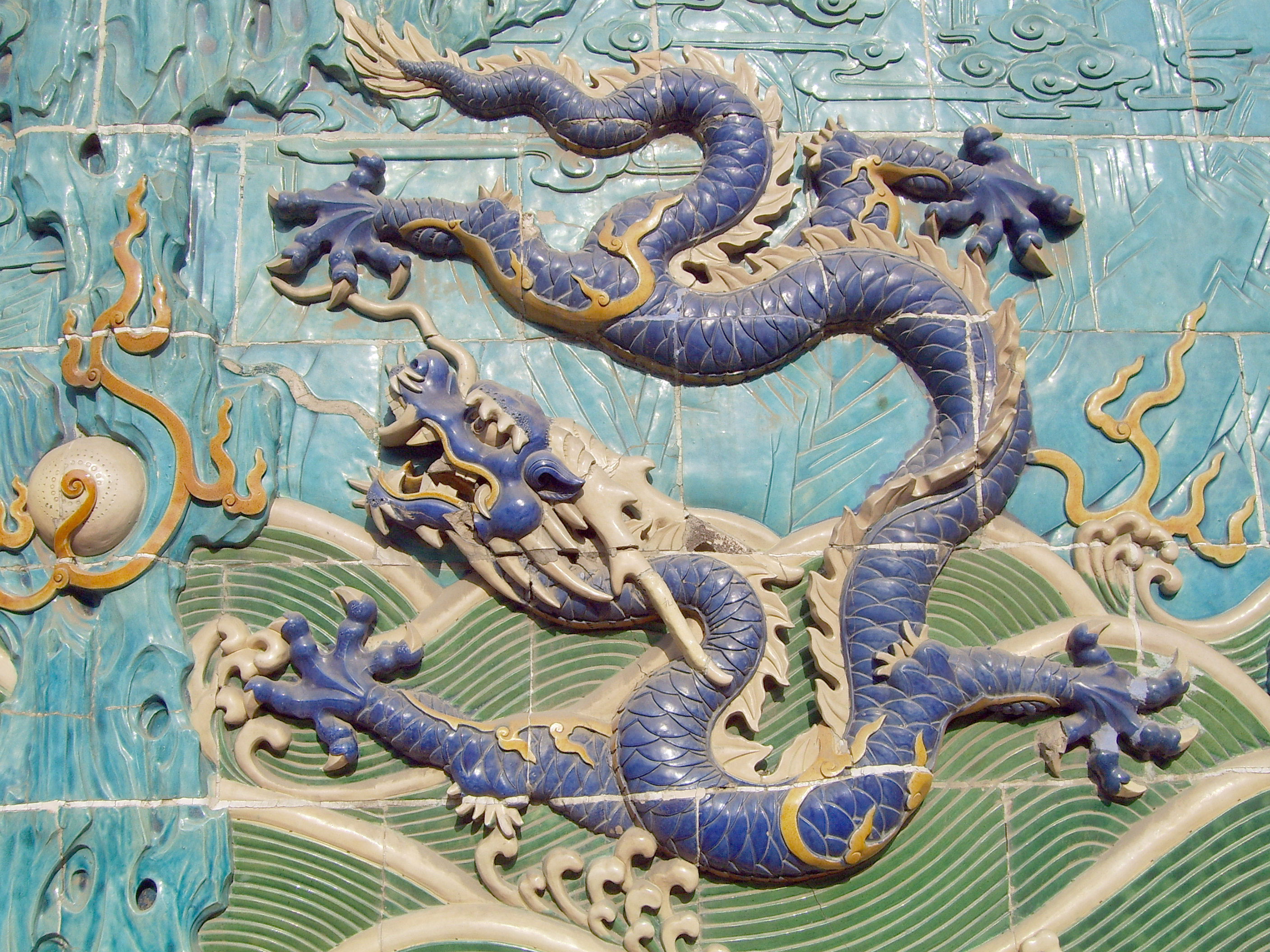
Dragão Chinês

## Garras do Dragão
Nota-se às vezes que os dragões chineses têm cinco dedos em cada pé, dragões coreanos tem quatro, quando os dragões japoneses tem três. Para explicar este fenômeno, a lenda chinesa indica que todos os dragões imperiais se originaram na China, e, além disso, longe da China um dragão foi poucos dedos do pé que teve. Os dragões existem somente na China, na Coréia, e no Japão porque se viajarem além não teriam nenhum dedo do pé para continuar. A lenda japonesa tem uma história similar à chinesa. Quanto mais viajaram mais os dedos do pé cresceram e em conseqüência, se fossem muito longe teriam  muitos dedos do pé para continuar a andam corretamente.
Entretanto, os registros históricos mostram que os dragões chineses comuns tiveram quatro dedos do pé, mas o dragão imperial teve cinco (como nos cinco elementos  da filosofia chinesa). o dragão de Quatro garras era reservado para príncipes e determinados oficiais de maior patente. O dragão com três garras foi usado pelo público geral (visto extensamente em vários bens chineses no Dinastia Ming). De fato, era uma ofensa grave para qualquer um - exceto o próprio imperador -  usar o tema do dragão com cinco garras. O uso impróprio do número de garras foi considerado traição, punível pela execução da tribo inteira do ofensor. Desde que a maioria das nações orientais e em um ou outro ponto foram considerados tributários chineses, foram permitidos somente dragões de quatro garras.